# Immobilisation (comptabilité)
Pour les articles homonymes, voir Immobilisation.
Une immobilisation est un actif d'utilisation durable pour une entité (entreprise, administration, association).
Une immobilisation est un élément identifiable du patrimoine (séparable des activités, susceptible d'être transféré et évalué avec une fiabilité satisfaisante) ayant une valeur économique positive pour l’entité et qui sert l'activité de façon durable et ne se consomme pas par le premier usage. C’est un élément créant une ressource pour l’entité et elle en attend des avantages économiques futurs. Ces avantages économiques futurs constituent le potentiel à créer des flux nets de trésorerie.
En France, l'article 211.1 du PCG s'applique. La Direction générale des Finances publiques tolère cependant la comptabilisation des immobilisations de moins de 500 euros HT directement en charges (classe 6 du PCG).

## Enjeux des immobilisations
Classer ce que possède l'entreprise en une partie d'utilisation durable et une autre plus disponible permet de classer par ordre de disponibilité croissante. Ceci permet de faciliter le travail d'évaluation de la valeur de l'entreprise qui part souvent du principe de déduire ce que possède durablement l'entreprise avec ce qu'elle doit durablement.

## Catégories d'immobilisations
Les normes IFRS séparent l'actif en actifs non courants (les immobilisations) et actifs courants (stocks, créances clients à -1an, actifs financiers non courants, trésorerie).
En France, le Plan Comptable Général sépare les actifs en actif immobilisé (comptabilisées en classe 2) et actif circulant (stocks, créances clients, valeurs mobilières de placement, disponibilités).

### Immobilisation incorporelle
Une immobilisation incorporelle est un actif sans substance physique mais qui est utile à l'activité de l'entreprise, en contribuant notamment à son goodwill.
Exemples : frais d'établissement, de recherche, brevets, droit au bail, fonds commerciaux, logiciel...
Il existe principalement 2 natures d'immobilisation incorporelles :
- celles qui sont liées à un patrimoine technologique (brevet, logiciel...)
- celles qui sont liées à un patrimoine commercial (marque, fonds commerciaux...)

L'évaluation des immobilisations selon leurs catégories peut être rapprochée des méthodes d'évaluation du capital immatériel en ingénierie des connaissances, Évaluation du capital immatériel en ingénierie des connaissances

### Immobilisation corporelle
Une immobilisation corporelle est un actif physique détenu :
- pour être utilisé dans la production de biens et services marchands,
- pour être loué à des tiers.

Exemples : terrains, constructions, installations techniques, matériel et outillage industriel, matériel de bureau, de transport...
La nature durable d'un élément de patrimoine n'est pas suffisante pour justifier son enregistrement en immobilisation : 
- un véhicule acquis par un concessionnaire fait partie du stock mais serait immobilisé par une autre entreprise ;
- un immeuble acquis par un marchand de biens fait de même partie de son stock quand une autre entreprise le considérera comme une immobilisation.

### Immobilisation financière
Ce sont des éléments durables (en général, inscrits pour une durée supérieure à un an) de patrimoine de l'entité, par exemple :
- droits sur les participations de l'entité :  actions des sociétés concernées, obligations émises par celles-ci  et détenues par l'entité ou prêts d'autre nature qui leur seraient consentis ;
- prêts consentis par l'entité (à ses salariés, à ses associés, à ses dirigeants…) ;
- créances à plus d'un an (ou part à plus d'un an de créances) ;
- dépôts de garantie ;
- titres financiers pour lesquels des  sécurités ont été consenties.

### Différence entre investissements et immobilisations
Les investissements (CapEx pour Capital Expenditures en anglais) sont les flux de trésorerie  liés aux acquisitions d'actifs durables (dont les immobilisations).
La comparaison des flux d'investissements à la dotation aux amortissements, permet d’analyser la politique d’investissement de l'entreprise. Généralement quand l'entreprise est en expansion, les investissements sont supérieurs à la dotation aux amortissements. L'entreprise est en sous-investissement dans le cas contraire.

## Évaluation
Une valeur d'entrée en inventaire relativement invariante est déterminée pour chaque immobilisation : c'est sa valeur brute qui servira de base pour le calcul de son amortissement.
- en cas d'immobilisation acquise auprès d'un tiers, ce sera son coût d'acquisition, y compris les frais internes ou externe générés à cette occasion ;
- en cas d'immobilisation créée par l'entreprise pour son usage propre, l'estimation de son coût

## Inventaire
Comme pour les stocks, il est utile de vérifier l'existence réelle de chaque immobilisation identifiée dans les registres comptables. Au cas où lors d'une de ces vérifications, l'existence d'une immobilisation inscrite dans les registres ne serait pas avérée, il conviendrait de provisionner sa valeur.
Parfois, la masse de données à traiter est telle que l'utilisation d'une base de données informatique ou d'un logiciel spécialisé peut être nécessaire.